# Smoczy Potok
Smoczy Potok (słow. Dračí potok) – niewielki potok stanowiący główny ciek wodny Dolinki Smoczej w słowackiej części Tatr Wysokich. Źródła Smoczego Potoku znajdują się we wschodniej części progu Dolinki Smoczej, który opada w kierunku Doliny Złomisk. Smoczy Potok płynie na południe, w kierunku tejże doliny i na wysokości ok. 1650 m wpada do Zmarzłego Potoku jako jego orograficznie prawy i równocześnie jeden z głównych dopływów. Wzdłuż Smoczego Potoku nie prowadzą żadne znakowane szlaki turystyczne.